# Cletus Spuckler
 (avril 2024).
Si vous disposez d'ouvrages ou d'articles de référence ou si vous connaissez des sites web de qualité traitant du thème abordé ici, merci de compléter l'article en donnant les références utiles à sa vérifiabilité et en les liant à la section « Notes et références ».
Cletus Del Roy Spuckler (voix Hank Azaria) est un personnage de la série télévisée animée à succès Les Simpson. Un typique Redneck (peut-être le mieux traduit par le mot « plouc »), bien que généralement de bonne nature, il est maigre, a des cheveux châtains d’un style indéterminé mais rasé derrière, une tentative de moustache, et beaucoup de dents manquantes.
Il est presque toujours dépeint portant un marcel (une camisole) qui montre le tatouage de son bras gauche: un serpent et un crâne.

## Rôle dansles Simpson
Cletus fut introduit dans un épisode de la saison 5, Mon pote l'éléphant, dans lequel il apparaît comme le plouc à la mâchoire tombante contemplant Lourdeau, l’éléphant de Bart (dans la version américaine, la voix de Cletus est légèrement plus grave que dans ses apparitions suivantes). Comme le capitaine avant lui, il est l’un des personnages favoris pour obtenir un bon rire dans la série et est l’un des préférés de l’équipe. Dans l'épisode 22 courts-métrages sur Springfield, il fut introduit dans une chanson accompagné par un banjo :
Certains gars mangeront jamais du putois
Et puis d’autres oui,
Comme Cletus, le plouc à la mâchoire qui tombe
Puis dans un autre couplet :
La plupart des types perdront jamais un doigt de pied
Et puis d’autres oui,
Comme Cletus, le plouc à la mâchoire qui tombe
Plus récemment, Cletus a souffert d’une maladie indéterminée causée par le mercure qu’il a bu d’un thermomètre. La maladie a sérieusement affecté sa mémoire, il grave donc ce qu’il observe dans du bois avec un canif. Le chef Wiggum put retrouver la trace de Bart après son évasion fortuite de la prison en suivant les marques de Cletus dans le bois. Dans Fugue pour menottes à quatre mains, Cletus clama aussi pouvoir dire l’avenir dans le bois ; et en effet, sa prédiction que Wiggum serait attaqué par un ours se révèle exacte plus tard dans l’épisode.
Dans le futur, on apprend qu'il devient vice-président des États-Unis.

## Sa relation avec Brandine
Cletus a une relation continue avec Brandine, qui est généralement représentée comme sa petite amie ou sa femme, bien que leur relation exacte soit quelque peu vague. Il est très souvent insinué que les deux ont un lien de parenté (par exemple dans l’épisode Adieu Maude à une course de voitures, Brandine dit « Mince Cletus, pourquoi tu dois te garer si près de mes parents ? », ce à quoi Cletus répond « Du calme ma chérie, c’est mes parents aussi ! »). Ceci semble se jouer du stéréotype que l’inceste est commun chez les Rednecks.
Dans l’épisode Mariage à tout prix, Homer (ordonné prêtre sur Internet) se prépare à marier Cletus et Brandine. Lisant un formulaire, il demande « Attendez une minute… vous êtes frère et sœur ? » Brandine répond timidement « Oh, on est des tas d’chôses. » Pour rendre les choses encore plus compliquées, Brandine dit dans Vendetta « T’es le meilleur mari – et fils – que j’ai jamais eu ! » Si tout ceci est juste, « Man » est sa belle-mère et Brandine est sa mère naturelle. Cletus serait alors aussi le demi-frère de Brandine. Dans l’épisode Little Big Lisa, l’un des fils de Cletus dessine un arbre généalogique. D’après celui-ci, Brandine est la fille de Cletus et d’un extra-terrestre. Dans l'épisode Homer maire !, Cletus a appelé Brandine « Maman ». Cletus et Brandine ont trente-neuf enfants.

## Enfants
Cletus semble être le père d’une très large portée : quand il réclame 300 bretzels gratuits à Marge, il appelle ses enfants : « Tiffany, Heather, Cody, Dylan, Dermot, Jordan, Taylor, Britany, Wesley, Rumer, Scout, Cassidy, Zoe, Chloe, Max, Hunter, Kendall, Caitlin, Noah, Sasha, Morgan, Kyra, Ian, Lauren, Q-Bert, et Phil » (Q-Bert est une référence au jeu d’arcade de 1982, et Rumer et Scout est aussi le nom des deux aînées de Demi Moore et Bruce Willis).
Cletus et Brandine ont aussi une fille appelée Condoleezza Marie, qui fut bizarrement  échangée avec un sac de sucre qu’Homer portait pour un exercice d’aptitude parentale, et une fille appelée Rubella Scabies, dont le nom fut inspiré par un mot épelé par Lisa dans une audition pour le concours annuel d’orthographe. Ils ont aussi une fille appelée Gummy Sue, apparaissant pour la première fois dans Reality chaud. Dans Le Bus fatal, Lisa voit Cletus qui ramasse un animal écrasé pour un festin de mariage. Dans le court dialogue qui suit, il semblerait que Brandine était en train de donner naissance à un nouvel enfant dans le camion.
Ils ont aussi une fille Mary (13 ans) avec qui Bart est sorti (À la recherche de l'ex et Les Aléas de l'amour). 
Dans une BD d’un épisode spécial Halloween, Brandine essaie de donner naissance à un enfant pour compléter sa collection de costumes des sept nains. L’épisode La Chorale des péquenots montre sept des enfants Spuckler nommés Birthday (Anniversaire), Crystal Meth (Méthamphétamine), Dubya (W), Incest (inceste), International Harverster, Jitney et Witney. Brandine révèle cependant à Cletus qu’il n’est le père que de deux de ces enfants (ce qui remet en question la paternité de Cletus vis-à-vis des autres enfants). Dans un épisode, Brandine était montrée en train d’accoucher dans une voiture, apparemment sans douleur, et demandant à Cletus s’il voulait bien couper le « cordon nombrilical. »
Lorsque Homer et Marge sont condamnés à mort dans l'épisode Une chaise pour deux, Cletus et Brandine se voient confier la garde de Bart et Lisa. Cletus décide de les rebaptiser respectivement Dingus Watford Junior et Pamela Sue Ellen, car ils portent « des noms d'la ville ».

## Nom de famille
Le nom de famille de Cletus est "Spuckler" ; dans l’épisode La Chasse au sucre, Cletus signe de son nom (avec une élégance tout à fait remarquable, qui laisse à penser qu'il n'est pas aussi illettré qu'on pourrait le penser) la pétition de Marge d’interdire le sucre dans Springfield. Dans Allocutions familiales le nom de Cletus Spuckler apparaît dans un reportage. La boîte aux lettres devant l’abri de Cletus dans le jeu vidéo The Simpsons: Hit and Run est marquée "Spuckler". Mais son nom de famille apparaît comme "Del Roy" dans l’épisode Derrière les rires. Dans Tous les goûts sont permis, le nom de famille de Brandine est "Nolastnamegiven" (Pasdenom). Dans Cordes de péquenaud, Brandine parle de Cletus Del Roy Spuckler, ce qui semble indiquer que Del Roy est son deuxième prénom.